# Martha Copeland
Martha Copeland (Portsmouth (Virginia), tussen 1891 en 1894 – onbekend) was een Amerikaanse blues- en gospelzangeres. Ze nam 34 nummers op tussen 1923 en 1928. Ze werd gepromoot door Columbia Records als Everybody's Mammy, maar haar platen werden niet verkocht in de hoeveelheden die werden bereikt door de Columbia-artiesten Bessie Smith en Clara Smith. Afgezien van haar opnamecarrière is er weinig bekend over haar leven.

## Biografie
De geboortedatum van Copeland is onbekend. Paul Oliver, in zijn platenhoes-aantekeningen bij The Story of the Blues, Vol. 2, suggereerde dat ze in de veertig was toen Victoria Spivey (geboren in 1906) in haar tienerjaren was. De onderzoekers Bob Eagle en Eric LeBlanc suggereren echter dat Copeland werd geboren als Martha Williams in Portsmouth (Virginia) tussen 1891-1894.
Copeland begon haar opnamecarrière bij Okeh Records in 1923 en verscheen in de vaudeville revue Shuffle Along. Haar output omvatte bluesstandards, spiegelbeelden van de huidige populaire nummers (Soul and Body, als reactie op Coleman Hawkins' Body and Soul) en comedynummers (I Ain't Your Hen, Mr. Fly Rooster en When the Wind Make Connection with Your Dry Goods). Volgens Eagle en LeBlanc is zij mogelijk de Martha Copeland, die in 1929 in de musical comedy Woof, Woof in New York verscheen in 1930.
Haar meer opmerkelijke begeleiders op verschillende opnamen waren onder meer Rube Bloom, Eddie Heywood sr., Lou Hooper, Cliff Jackson, James P. Johnson en Louis Metcalf (allemaal op piano), Bob Fuller (klarinet) en James Bubber Miley (trompet).
Haar volledige opnamen zijn beschikbaar bij Complete Recorded Works, Vol. 1 (1923-1927) en Complete Recorded Works, Vol. 2 (1927-1928), uitgegeven door Document Records. Diverse verzamelalbums bevatten ook voorbeelden van haar werk.